# Ośrodek Zapasowy 1 Dywizji Piechoty Legionów
Ośrodek Zapasowy 1 Dywizji Piechoty Legionów (OZ 1 DP Leg.) – oddział piechoty Wojska Polskiego.

## Historia ośrodka
Ośrodek Zapasowy 1 Dywizji Piechoty Legionów nie istniał w organizacji pokojowej Wojska Polskiego. Był Jednostką mobilizowaną zgodnie z planem mobilizacyjnym „W”, w II rzucie mobilizacji powszechnej. Jednostką mobilizującą Ośrodek Zapasowy 1 Dywizji Piechoty była Kadra Zapasowa Piechoty Sokółka.
Ośrodek miał być formowany według organizacji wojennej L.3010/mob.org., ukompletowany zgodnie z zestawieniem specjalności L.3010/mob.AR oraz uzbrojony i wyposażony zgodnie z wojennymi należnościami materiałowymi L.3010/mob./mat. W skład ośrodka zapasowego wchodziło: 
- dowództwo ośrodka zapasowego,
- kompania gospodarcza ośrodka zapasowego,
- kompania podchorążych rezerwy ośrodka zapasowego,
- trzy bataliony ośrodka zapasowego po trzy kompanie strzeleckie i jednej kompanii ckm,
- pluton przeciwpancerny ośrodka zapasowego,
- pluton pionierów ośrodka zapasowego,
- pluton łączności ośrodka zapasowego,
- pluton zwiadowców ośrodka zapasowego[5].

Skład organizacyjny ośrodka należało traktować jako ramowy dla obliczenia potrzebnej kadry i materiału. Szczegółową organizację miał ustalić definitywnie dowódca ośrodka zapasowego zależnie od wysokości otrzymanych nadwyżek i warunków lokalnych.
Pod względem ewidencyjnym do OZ 1 DP Leg. należały:
- zmobilizowana Kwatera Główna 1 Dywizji Piechoty Leg.[6],
- jednostki zmobilizowane przez 1, 5 i 6 pułk piechoty Leg.[5],
- Okręgowy Urząd Wychowania Fizycznego i Przysposobienia Wojskowego Okręgu Korpusu Nr III,
- Obwodowa Komenda PW nr 1 (Wilno przy 1 pp Leg.),
- Komenda Miejska PW Wilno I,
- Obwodowa Komenda PW nr 5 (Wilno przy 5 pp Leg.),
- Komenda Miejska PW Wilno II,
- Obwodowa Komenda PW nr 6 (Wilno przy 6 pp Leg.),
- Komenda Miejska PW Wilno-Troki[7],
- Dziśnieńska Półbrygada Obrony Narodowej[8],
- jednostki wzmocnienia Straży Granicznej na obszarze OK III:
  - pluton SG „Raczki” (Komisariat SG „Raczki”),
  - pluton SG „Rajgród” (Komisariat SG „Rajgród”),
  - pluton SG „Grajewo” (Komisariat SG „Grajewo”),
  - pluton SG „Szczuczyn” (Komisariat SG „Szczuczyn”),
  - pluton SG „Hańcza” (Komisariat SG „Hańcza”),
  - pluton SG „Filipów” (Komisariat SG „Filipów”[9],
- jednostki zmobilizowane przez Komendę Rejonu Uzupełnień Białystok[10],
- jednostki zmobilizowane przez Komendę Rejonu Uzupełnień Wilno Powiat[11],
- jednostki zmobilizowane przez Komendę Rejonu Uzupełnień Wołkowysk[12].

Kompania podchorążych rezerwy ośrodka zapasowego nie została zorganizowana „na skutek szybkiego rozwoju wypadków”. Wyznaczony na stanowisko dowódcy kompanii kpt. Jan Dragan prowadził zajęcia doskonalące dla podchorążych ostatniego kursu oraz uczestniczył w pracach organizacyjnych w związku z organizacją nowych oddziałów.

## Działania bojowe OZ 1 DP Leg.
Do OZ 1 DP Leg. zgłaszali się bezpośrednio rezerwiści z zachodnich regionów kraju. Ośrodek formował się w Sokółce pod dowództwem mjr. Jana Słomki.  Zanim ukończono formowanie Ośrodka przerzucono, go koleją do Wilna. 9 lub 11 września z formowanym OZ 1 DP Leg. z Sokółki wyjechało kilkuset uzbrojonych żołnierzy oraz 120 wozów taborowych. W Wilnie w koszarach 6 pp Leg. ppłk Jan Pawlik podjął na nowo organizację OZ 1 DP Leg. Do przewiezionych z Sokółki żołnierzy, sprzętu i broni dołączono pozostałe nadwyżki 1, 5 i 6 pp Leg. Z wszystkich zebranych żołnierzy, którzy posiadali uzbrojenie i byli umundurowani rozpoczęto formowanie batalionów bojowych, z których każdy pułk: 1, 6 i 5 pp Leg., formował swój batalion. Dowódca OZ 1 DP Leg. ppłk Jan Pawlik sformował z nich improwizowany pułk piechoty OZ 1 DP Leg. Formowane bataliony posiadały według relacji bardzo dobre wyposażenie osobiste i spory zapas amunicji, w tym również granatów. Kompanie ckm posiadały stare ckm Maxim wz. 1908 i moździerze Stockes kal. 81 mm. Z żołnierzami wcielonymi do pułku Ośrodka Zapasowego prowadzono szkolenie i od 14 września poprawiano umocnienia wokół miasta. Na wieść o agresji sowieckiej 17 września pułk OZ 1 DP Leg. zajął stanowiska na przedpolach Wilna, w wcześniej przygotowanych częściowo umocnieniach, a częściowo w dzielnicach peryferyjnych. Kierunek wschodni miasta broniły pod dowództwem ppłk. Jana Pawlika dwa bataliony: I ppłk. Adama Obtułowicza  i II mjr. Michała Marchewy pułku OZ 1 DP Leg. i na Antokolu podległy mu, spieszony dywizjon kawalerii (3 szwadrony) z Ośrodka Zapasowego Wileńskiej Brygady Kawalerii mjr. st. spocz. Michała Nowickiego. Na tym odcinku ustawiono 3 działony armat 75 mm wz. 1897 z Ośrodka Zapasowego Artylerii Lekkiej nr 3. Na odcinek broniący kierunku południowego i zachodniego obsadzony przez  pułk KOP „Wilno” ppłk. Kazimierza Kardaszewicza jako wzmocnienie skierowano III batalion pułku OZ mjr. Wilhelma Wilczyńskiego. Pułk piechoty OZ 1 DP Leg. podlegał dowódcy obrony Wilna płk. dypl. Jarosławowi Okulicz-Kozarynowi. 18 września około południa z płk. Okulicz-Kozarynem, nawiązał kontakt przez telegraf Hughesa znajdujący się w Grodnie dowódca OK III gen. bryg. Józef Olszyna-Wilczyński. Z treści rozmowy wynika, że rozkazał nie walczyć z wojskami sowieckimi, a wycofać załogę przez granicę litewską. Ok godz. 16.00 na przedpolach i przedmieściach Wilna pojawiły się sowieckie czołówki pancerne. Sprzeczne rozkazy do obrony lub zabraniające walki spowodowały chaos. Część sowieckich czołgów zdołała wjechać do miasta. Zgodnie jednak z rozkazem bataliony i kompanie pułku piechoty OZ 1 DP Leg. rozpoczęły po godz. 20.00 odwrót z pozycji na peryferiach Wilna. Bataliony I i II z Antokola i Belmontu rozpoczęły marsz do Zielonego Mostu na Willi przez śródmieście miasta. W trakcie marszu II batalion napotkał dwa czołgi sowieckie, których batalion nie zwalczał. W trakcie marszu odłączyła się 4 kompania, pod dowództwem por. Lucjana Mniszewskiego, nie są wiadome jej dalsze działania. II batalion przeszedł przez Zielony Most na Wilii i zgodnie z rozkazem podjął marsz w kierunku Mejszagoły. Wiadomo, że rano 19 września 4 kompania została rozwiązana, żołnierze rozpuszczeni do domów, a dowódca kompanii z oficerami i ochotnikami spośród podoficerów i legionistów w liczbie ponad 20 żołnierzy, przedarł się do granicy litewskiej, którą przekroczył 23 września. Maszerujący z Belmontu do śródmieścia i Zielonego Mostu I batalion stoczył z pojedynczymi czołgami sowieckimi walki, w których miało polec lub zostać rannych ok. 10 żołnierzy batalionu. Jako ostatnia maszerowała 1 kompania strzelecka I batalionu pod dowództwem kpt. Jana Patyry. Kompania zablokowała Zielony Most samochodem lub samochodami, beczkami i innymi ciężkimi przedmiotami, a następnie broniła, podejść do niego ogniem broni strzeleckiej. Ostrzelano nieskutecznym ogniem sowieckie czołgi, jeden który usiłował przeprawić się w rejonie mostu w bród, utknął w nurcie rzeki. Do rana 19 września 1 kompania osłaniała most, po czym wycofała się w kierunku Mejszagoły w ślad za batalionem. Mostu saperskiego (strategicznego) na przyczółku miała bronić kompania strzelecka I batalionu kpt. Ludwika Gluzy. Wycofała się ona 19 września pomiędzy godz. 6.00, a 7.00 w kierunku Mejszałgoły. Batalion III wycofał się bez walki wieczorem 18 września do Mejszagoły, z odcinka północno-zachodniego bez kontaktu z nieprzyjacielem. Ponadto znany jest fakt, że do godziny 21.00 18 września  jeden z plutonów batalionu III (5 pp Leg.) bronił przed czołgami sowieckiej 6 BCz. wiaduktu na skrzyżowaniu ul. Beliny i Targowej. W rejonie Mejszagoły dywizjon mjr. st. spocz. Michała Nowickiego od godzin południowych 19 września organizował obronę rejonu Mejszagoły, pod jej osłoną koncentrowały się oddziały z garnizonu wileńskiego, w tym pułk z OZ 1 DP Leg. Część pododdziałów lub grup, w tym z KOP, Obrony Narodowej i ochotników udała się do Grodna lub w innym kierunku. Część żołnierzy za cichą zgodą dowódców pododdziałów, pozostała na terenie Wileńszczyzny, lub zdezerterował. 20 września OZ 1 DP Leg. przekroczył granicę litewską i został internowany.    

## Obsada personalna OZ 1 DP Leg.
| Obsada personalna OZ 1 DP Leg.          | Obsada personalna OZ 1 DP Leg.                        | Obsada personalna OZ 1 DP Leg.                                      |
| Stanowisko etatowe                      | Stopień, imię i nazwisko                              | Uwagi                                                               |
| dowództwo ośrodka zapasowego            | dowództwo ośrodka zapasowego                          | dowództwo ośrodka zapasowego                                        |
| --------------------------------------- | ----------------------------------------------------- | ------------------------------------------------------------------- |
| dowódca ośrodka                         | ppłk piech. Jan Wiktor Pawlik                         | interowany na Litwie, a później w sowieckiej niewoli                |
| zastępca dowódcy ośrodka                | mjr piech. Leopold Władysław Jaxa                     |                                                                     |
| I adiutant ośrodka                      | por. Stanisław Byszewski                              |                                                                     |
| II adiutant ośrodka                     | por. Zenon Pietrucki                                  |                                                                     |
| dowódca kompanii podchorążych rezerwy   | kpt. piech. Jan Dragan                                | interowany na Litwie, a później w sowieckiej niewoli                |
| oficer gospodarczy                      | por. int. Stefan Życki (6 pp Leg.)                    | Armia Polska na Wschodzie                                           |
| oficer ewidencji personalnej            | kpt. adm. (piech.) Stanisław II Konkiel (6 pp Leg.)   | Armia Polska na Wschodzie                                           |
| oficer administracyjno-materiałowy      | kpt. Baranowski                                       |                                                                     |
| I baon ośrodka zapasowego (1 pp Leg.)   |                                                       |                                                                     |
| dowódca baonu                           | ppłk piech. Adam Obtułowicz                           |                                                                     |
| dowódca baonu                           | kpt. piech. Jan Patyra                                |                                                                     |
| adiutant batalionu                      | ppor. rez. Tadeusz Sobolewski                         | do 12 IX 1939                                                       |
| oficer gospodarczy                      | por. int. Antoni Kossacki                             |                                                                     |
| pomocnik oficera gospodarczego          | ppor. rez. Bogdan Jerzy Ptaszyński                    | interowany na Litwie, a później w sowieckiej niewoli                |
| dowódca 1 kompanii strzeleckiej         | kpt. piech. Jan Patyra                                |                                                                     |
| dowódca 1 kompanii strzeleckiej         | ppor. Dmowski                                         |                                                                     |
| dowódca I plutonu                       | ppor. Grzybowski                                      |                                                                     |
| zastępca dowódcy III plutonu            | plut. pchor. rez. Tadeusz Chronowski                  | interowany na Litwie, a później w sowieckiej niewoli                |
| dowódca II plutonu                      | sierż. pchor. Mieczysław Lech                         | interowany na Litwie, a później w sowieckiej niewoli                |
| dowódca III plutonu                     | chor. Janicki                                         |                                                                     |
| dowódca III plutonu                     | ppor. piech. rez. Wilhelm Sommer (67 pp)              | od 13 IX 1939, interowany na Litwie, a później w sowieckiej niewoli |
| zastępca dowódcy plutonu                | sierż. pchor. Gryczański                              |                                                                     |
| zastępca dowódcy plutonu                | sierż. pchor. Michał Ładacki                          | interowany na Litwie, a później w sowieckiej niewoli                |
| dowódca drużyny odkarzania              | plut. pchor. rez. Jan Mindak                          | interowany na Litwie, a później w sowieckiej niewoli                |
| dowódca kompanii strzeleckiej           | kpt. Ludwik Gluza                                     |                                                                     |
| 1 kompania ckm                          | kpr. pchor. rez. Zdzisław Bogusław Włodek             | interowany na Litwie, a później w sowieckiej niewoli                |
| II baon ośrodka zapasowego (6 pp Leg.)  |                                                       |                                                                     |
| dowódca baonu                           | mjr Michał Marchewa                                   |                                                                     |
| adiutant batalionu                      | por. Tadeusz Westfalewicz                             |                                                                     |
| dowódca kompanii strzeleckiej           | por. Skowroński                                       |                                                                     |
| dowódca 4 kompanii strzeleckiej         | por. Leon, Lucjan Mniszewski                          |                                                                     |
| dowódca 6 kompanii strzeleckiej         | por. Mieczysław Rolewski                              |                                                                     |
| dowódca 2 kompanii ckm                  | por. Tadeusz Westfalewicz, por. rez. Wiktor Ostrowski |                                                                     |
| dowódca plutonu pionierów               | por. rez. Franciszek Urbanowicz                       |                                                                     |
| III baon ośrodka zapasowego (5 pp Leg.) |                                                       |                                                                     |
| dowódca baonu                           | mjr piech. Wilhelm II Wilczyński                      |                                                                     |
| adiutant batalionu                      | por. Zenon Pietrucki                                  |                                                                     |
| dowódca 7 kompanii strzeleckiej         | kpt. Eugeniusz Siwocho                                |                                                                     |
| dowódca 8 kompanii strzeleckiej         | por. Eugeniusz Militnil, por. Jan Jurkowski           |                                                                     |
| dowódca 9 kompanii strzeleckiej         | por. rez. Roman Frikke                                |                                                                     |
| dowódca 3 kompanii ckm                  | kpt. Jan Trentowski                                   |                                                                     |